# Домкрат

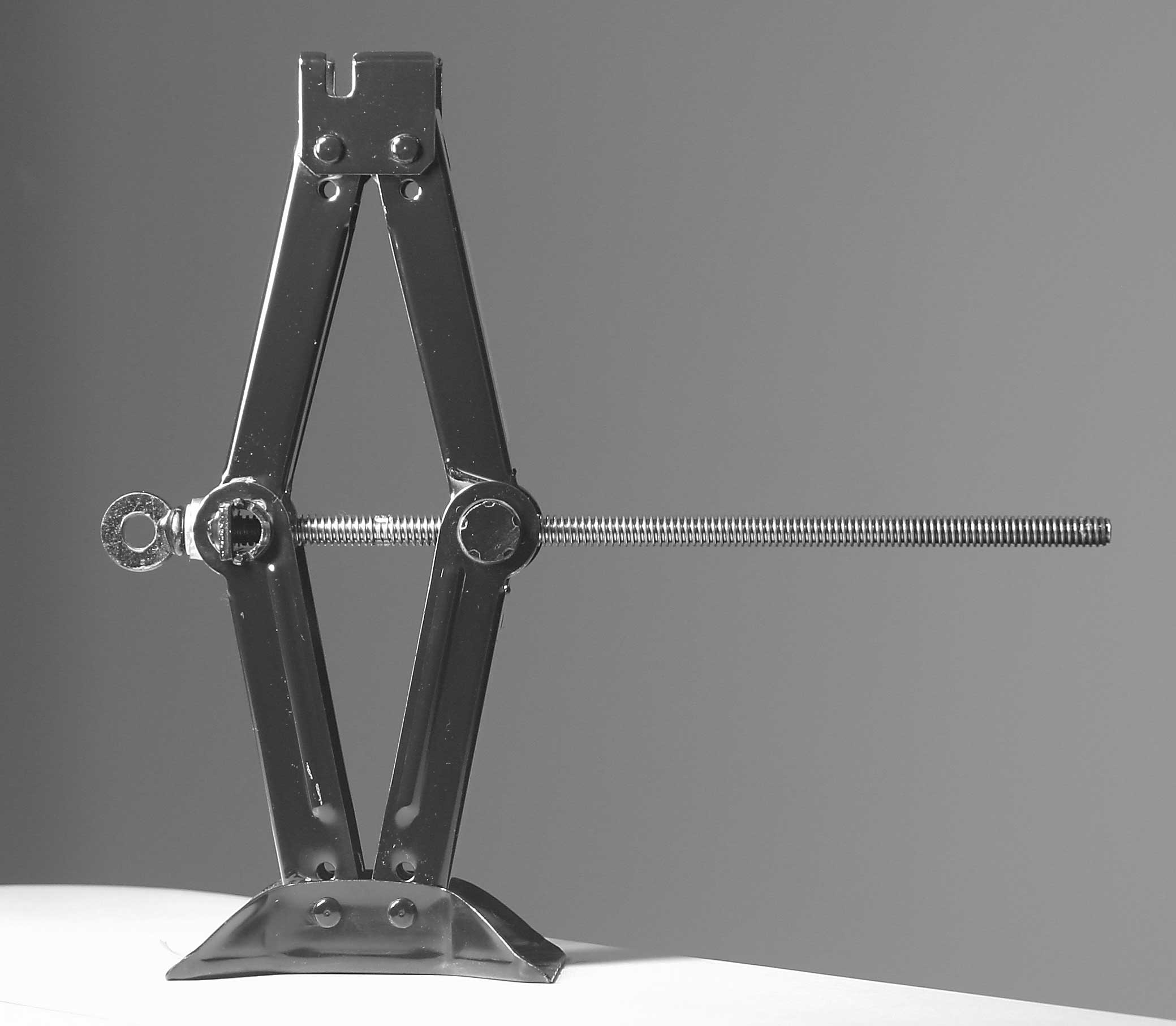
Автомобільний домкрат.

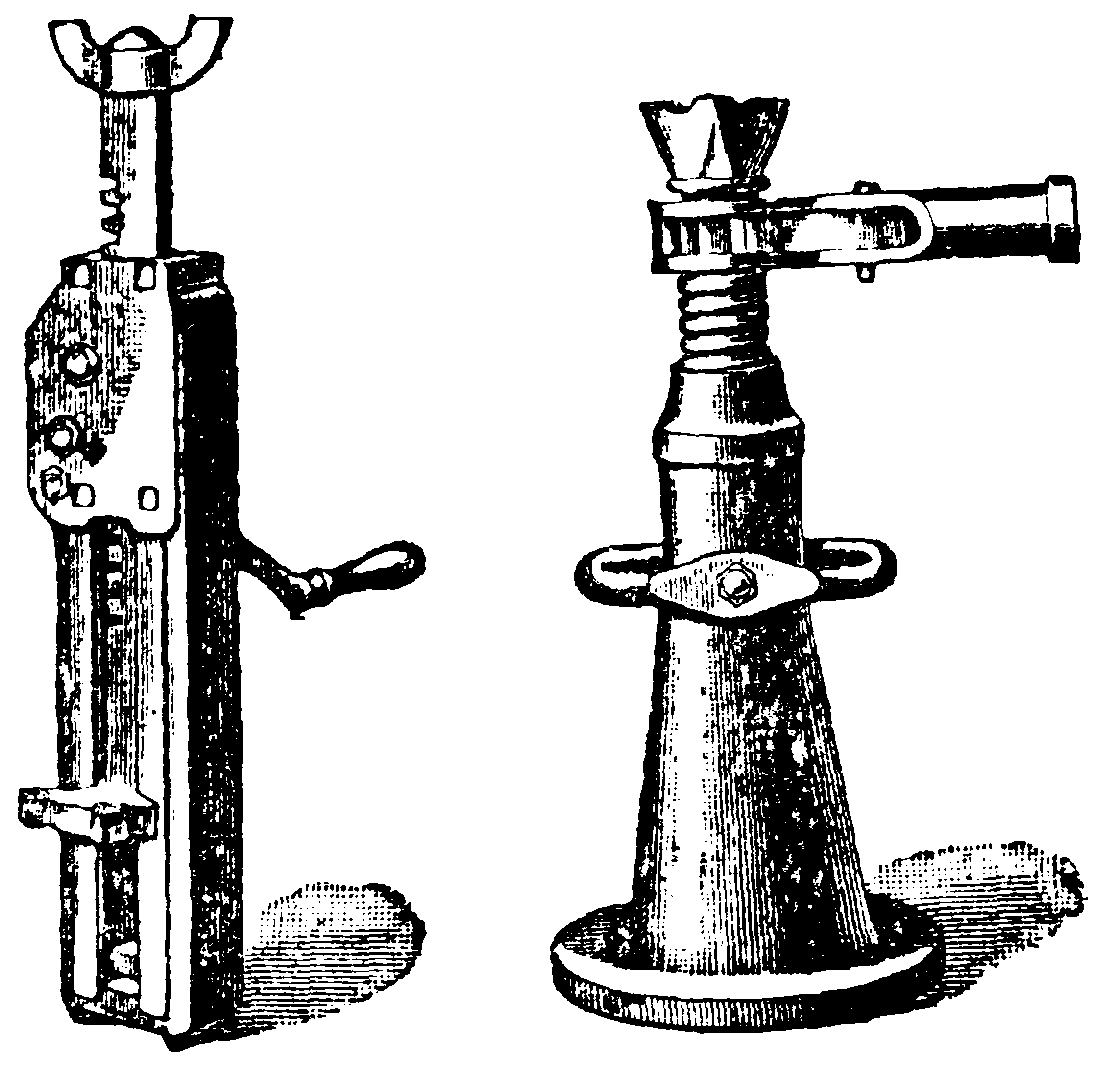
Домкрати середини ХХ ст.

Домкра́т, підо́йма, лі́вар (нім. Daumkraft f, Wagenwinde f, Hebewinde f) — механізм для піднімання вантажів на невелику висоту.
Вантажопідйомність домкратів знаходиться в межах від декількох кілограмів до сотень тонн. Застосовується при будівельно-монтажних роботах, ремонті тощо. Домкрати широко використовують у гірництві, наприклад, для піднімання вагонеток, при монтажі гірничої техніки у виробках тощо.

## Історія
Прообраз сучасного домкрата використовувався при змащуванні коліс возів: вагови́й дрюк з важни́цею (жердина-важіль з підставкою).

## Класифікація
Розрізняють рейкові, гвинтові, гідравлічні, пневматичні домкрати.
Широке застосування серед автомобілістів набули підкотні гідравлічні домкрати. Завдяки їх своєрідній конструкції вони застосовуються для підіймання автомобілів з низьким кліренсом.

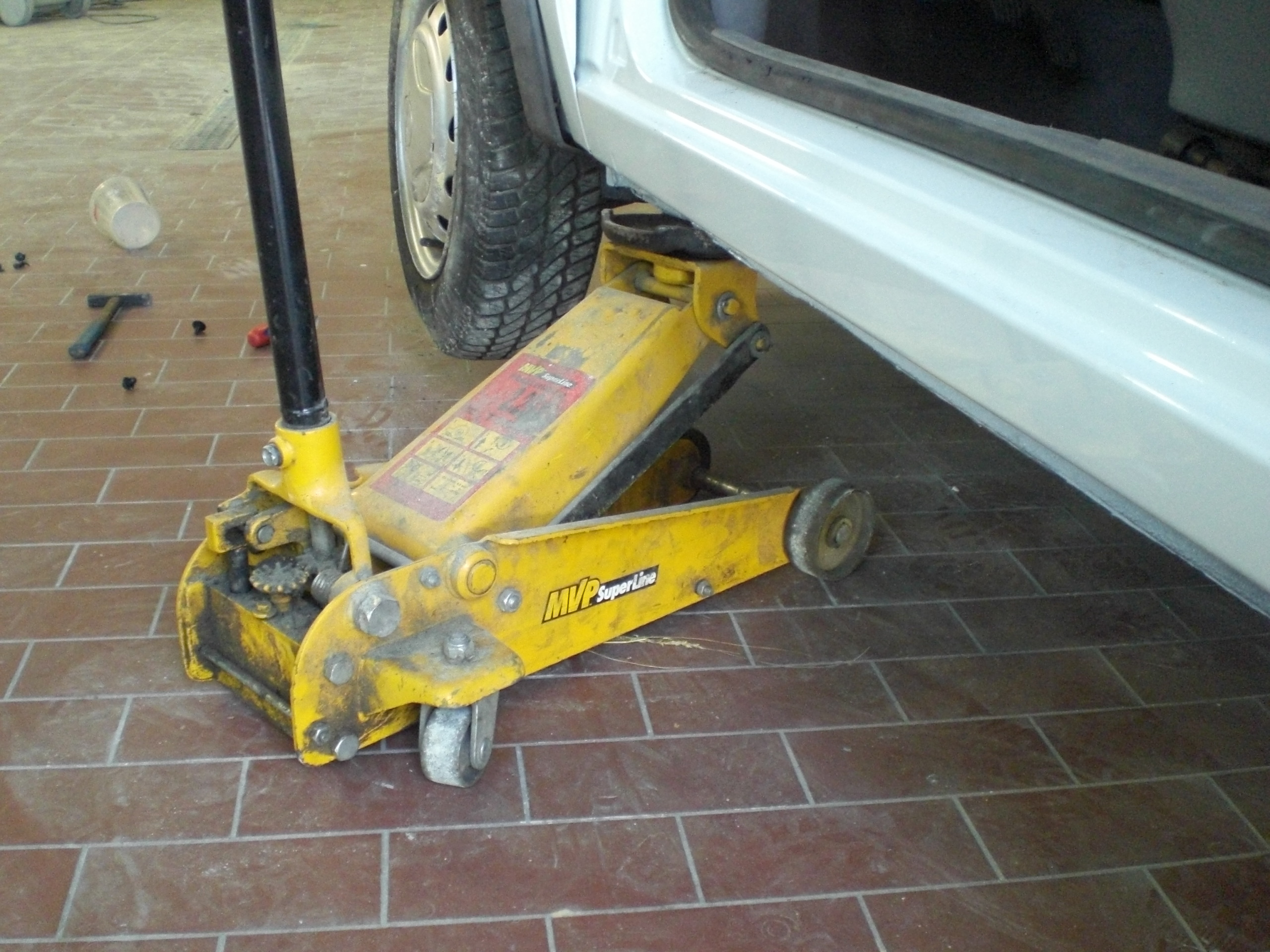
Застосування підкотного гідравлічного домкрата

## Гірничі домкрати
Домкрат горизонтування — пристрій для встановлення бурового верстата перед початком буріння в горизонтальне положення.